# Vedma Dorsa
I Vedma Dorsa sono una struttura geologica della superficie di Venere.